# Richmond—Delta-Sud
Pour les articles homonymes, voir Richmond et Delta (homonymie).
Richmond—Delta-Sud est une ancienne circonscription électorale fédérale de la Colombie-Britannique, représentée de 1979 à 1988.
La circonscription de Richmond—Delta-Sud est créée en 1976 d'une partie de Burnaby—Richmond—Delta. Abolie en 1987, elle est redistribuée parmi Delta et Richmond.

## Géographie
En 1976, la circonscription de Richmond—Delta-Sud comprenait:
- La municipalité de Richmond
- Une partie de la municipalité de Delta, délimitée par la voir ferrée de la Burlington Northern, la rue Centre et le fleuve Fraser

## Député
1. 1979-1988 — Tom Siddon, PC

- PC = Parti progressiste-conservateur